# Petr Ruman
Petr Ruman (* 2. November 1976 in Přerov) ist ein ehemaliger tschechischer Fußballspieler und jetziger -trainer. In der 2. Bundesliga und der Bundesliga war der Stürmer langjähriger Spieler bei der SpVgg Greuther Fürth und dem 1. FSV Mainz 05. 

## Karriere als Spieler
Ruman spielte in der Jugend für PS Přerov und FC Baník Ostrava. In Ostrava schaffte er in der Saison 1993/94 den Sprung in den Profikader. Im Jahr 1997 war der Sturm an VP Frýdek-Místek ausgeliehen, anschließend kehrte er zu Baník Ostrava zurück.
Von 1999 bis 2005 spielte Ruman bei der SpVgg Greuther Fürth. In der Saison 2003/04 trug er mit 16 Toren dazu bei, dass die SpVgg nicht in die Regionalliga abstieg. Für die Franken erzielte Ruman in 168 Spielen 38 Tore.
Nachdem 2004 ein Wechsel zum 1. FC Kaiserslautern gescheitert war, verpflichtete der Bundesligist 1. FSV Mainz 05 im Sommer 2005 den Tschechen, der zuvor in acht Zweitligaspielen gegen die Mainzer viermal für deren Angstgegner aus Fürth getroffen hatte. Im ersten Pflichtspiel der Mainzer in der Saison 2005/06, dem 4:0-Sieg gegen MIKA Aschtarak im Erstrunden-Hinspiel der UEFA-Cup-Qualifikation, traf Ruman zum 1:0. In seiner ersten Bundesligasaison zählte Ruman zu den erfolgreichsten Torschützen der Mainzer. Ab Winter 2005/06 fiel er wegen mehrerer Verletzungen immer wieder aus, kämpfte sich jedoch Anfang 2007 wieder zurück in die Stammelf.
Am Ende der Saison 2006/07 stieg Mainz 05 in die 2. Bundesliga ab. Am 9. Spieltag der Saison 2007/08 hatte Ruman seinen letzten Zweitligaeinsatz für die Mainzer: Im Spiel gegen den FC Erzgebirge Aue erlitt er bei einem Zusammenprall mit dem gegnerischen Torwart einen Bandscheibenvorfall, sodass er erst gegen Ende der Rückrunde wieder ins Teamtraining einsteigen konnte. Zu Beginn der Saison 2008/09 machte ihm eine ISG-Blockade zu schaffen. Da er nur in Testspielen und im Regionalligateam (drei Einsätze) zum Einsatz gekommen war, verließ er zur Winterpause den 1. FSV Mainz 05 und unterschrieb beim Drittligisten VfR Aalen einen Vertrag über ein halbes Jahr bis zum 30. Juni 2009. Im Spielbetrieb konnte er aber nicht überzeugen und absolvierte lediglich fünf Partien, ehe er sich am 29. März 2009 im Spiel gegen den 1. FC Union Berlin am Knie verletzte und daraufhin kein Spiel mehr in der Saison 2008/09 bestritt.
Mit dem Abstieg des VfR am Ende der Saison in die Regionalliga Süd wurde auch sein Vertrag unwirksam. Daraufhin beendete er seine aktive Fußballkarriere wegen anhaltender Schmerzen und widmete sich dem Aufbau seiner eigenen Fußballakademie für Jugendliche im rheinhessischen Wörrstadt.

## Karriere als Trainer
Von Januar bis Juni 2010 war Ruman Co-Trainer bei der U17, ab Juli 2010 Cheftrainer der U16 und ab 2011 Co-Trainer der U19 des 1. FSV Mainz 05. Von 2013 bis 2014 trainierte er die U19 des FSV Frankfurt sowie 2014 die zweite Mannschaft der Kickers Offenbach. Ab 2015 war er Cheftrainer des Nachwuchsleistungszentrums des SV Darmstadt 98.
Zur Saison 2018/19 kehrte Ruman als Cheftrainer der zweiten Mannschaft und Co-Trainer der Profimannschaft zur SpVgg Greuther Fürth zurück. In der 1. Hauptrunde des DFB-Pokals 2018/19 vertrat Ruman zusammen mit Oliver Barth den Cheftrainer Damir Burić, der wegen eines Trauerfalls in seiner Familie nicht dabei sein konnte. Als Assistent von Stefan Leitl stieg er mit dem Verein in der Saison 2020/21 in die Bundesliga auf.
Zur Saison 2021/22 wurde Ruman Cheftrainer des Drittligisten Türkgücü München. Nach jeweils drei Siegen, Unentschieden und Niederlagen aus den ersten neun Ligaspielen sowie einem Ausscheiden in der ersten Runde der DFB-Pokals gegen den Erstligisten 1. FC Union Berlin trennte sich der Verein auf dem 10. Platz stehend wieder von ihm.
Zum 1. Januar 2022 kehrte Ruman zur SpVgg Greuther Fürth zurück und übernahm die zweite Mannschaft von seinem Nachfolger Dominic Rühl, von dem sich der Verein im Abstiegskampf getrennt hatte. Er erhielt einen Vertrag bis zum Ende der Saison 2021/22.
Im Sommer 2025 wurde er Trainer beim MŠK Žilina.